# Vätsäri
Vätsäri är en lågfjällsrygg i Lappland i Finland. Den ligger till största delen i Vätsäri ödemarksområde.
Vätsäri sträcker sig 100 km i sydvästlig-nordostlig riktning. Den högsta punkten är 343 meter över havet.
Topografiskt ingår följande toppar i Vätsäri:
- Haglklumpen
- Kolfjellet
- Nammivaara
- Porttivaara (Kranglfjellet)
- Rajavaara
- Säkkiselkä

Trakten ingår i den boreala klimatzonen. Årsmedeltemperaturen i trakten är −4 °C. Den varmaste månaden är juli, då medeltemperaturen är 14 °C, och den kallaste är februari, med −18 °C.